# Barberton
Barberton, en la provincia de Mpumalanga, Sudáfrica (25°47′S 31°03′E) está localizado en el valle De Kaap y está rodeado por las montañas Mkhonjwa.
Se sitúa a 3 km al sur de Nelspruit y a 360 km al este de Johannesburgo.